# Drepanosira
Genre
Synonymes
- Parasira Bonet, 1930 nec Steenstrup, 1861

Drepanosira est un genre de collemboles de la famille des Entomobryidae.

## Distribution
Les espèces de ce genre se rencontrent en zone paléarctique.

## Liste des espèces
Selon Checklist of the Collembola of the World (version du 13 septembre 2019) :
- Drepanosira albescens Stach, 1960
- Drepanosira altimontana Stach, 1963
- Drepanosira frigida (Imms, 1912)
- Drepanosira gisini Nosek, 1964
- Drepanosira grisescens Stach, 1960
- Drepanosira hussi Neuherz, 1976
- Drepanosira lineata Stach, 1960
- Drepanosira ombrophila Stach, 1960
- Drepanosira ornata (Bonet, 1930)
- Drepanosira ornata (Stach, 1963)
- Drepanosira pallida (Brown, 1926)
- Drepanosira pulchra Stach, 1960
- Drepanosira rara Stach, 1960
- Drepanosira raviensis Baquero & Jordana, 2015
- Drepanosira shimlaensis Baquero & Jordana, 2015
- Drepanosira stachi Nosek, 1964
- Drepanosira subornata (Denis, 1936)
- Drepanosira villosa (Börner, 1903)

## Publications originales
- Bonet, 1942 : Notas sinonimicas sobre el orden Colembolos. Ciencia Mexico, vol. 3, p. 56-59 (texte intégral).
- Bonet, 1930 : Sur quelques Collemboles de l'Inde. Eos, vol. 6, p. 249–273.